# Alcohol cetoestearílico
Alcohol cetoestearílico, cetearil alcohol o alcohol cetilestearílico es una mezcla de alcoholes grasos, que consiste predominantemente en cetílico y estearílico y se clasifica como un alcohol graso. Se utiliza como una emulsión de estabilizador, agente opacificante, y espuma de impulsar surfactante, así como un agente para aumentar la viscosidad acuosa y no acuosa. Imparte un sensación emoliente a la piel y se puede utilizar en emulsiones de agua en aceite, emulsiones de aceite-en-agua, y  formulaciones anhidras. Se utiliza comúnmente en acondicionadores para el cabello y otros productos para el cabello.